# Bart de Vries
Bart de Vries (Rotterdam, 29 december 1964 – 6 december 2022) was een Nederlands acteur. 

## Levensloop
Bart de Vries volgde onder andere workshops acteren bij Jules Croiset en Ton Lutz.

### Privéleven en overlijden
Hij was de zoon van Rob de Vries en de broer van Edwin de Vries. Hij was getrouwd met actrice Lidewij Benus. De Vries was ongeneeslijk ziek en is aan de gevolgen van een coronabesmetting overleden.

## Carrière
De Vries heeft zowel in stukken geacteerd als stukken geregisseerd.
- 2010/2013 Soldaat van Oranje - Van 't Sant
- 2003/2004 3 Musketiers - Lord Buckingham, 1e understudy Porthos

### Filmografie
- 1986 Reagan: Let's Finish the Job (televisieserie) – Lijfwacht
- 1992 Niemand de deur uit! (televisieserie) – Restauranteigenaar (afl. Ouderwetsheid?)
- 1992–2006 Goede tijden, slechte tijden (soap) – Frank Steggerda / Louis
- 1993 Vrouwenvleugel (televisieserie) – Corneel / Man snackbar
- 1995 Bureau Kruislaan (televisieserie) – Man met paardenstaart
- 1996 M'n dochter en ik (televisieserie) – Gerrie van Zwinderen
- 1996 Advocaat van de hanen (film) – Politiefotograaf
- 1997–2002 Baantjer (televisieserie) – Werknemer Bvd / Peter de Bruine
- 1998 Het jaar van de opvolging (miniserie) – Chauffeur van Dorp
- 1998 Left Luggage (film) – Hasid 2
- 1998 Unit 13 (televisieserie) – Maat van Toine
- 2000 Wildschut & De Vries (televisieserie) – Brouwer (restauranthouder)
- 2000 Auberge de Vlaamse Pot (televisieserie) – Karel Visser
- 2001 Spangen (televisieserie) – Rechercheur
- 2001 Wilhelmina (televisieserie) – Verzetsman
- 2002 Kees & Co (televisieserie) – Superman
- 2002–2005 Meiden van De Wit (televisieserie) – Gert van Rechteren
- 2003 SamSam (televisieserie, afl. Een stukje beveiliging) – Dolf Struik
- 2003 3 Musketiers, de musical (video) – Lord Buckingham / Vader d'Artagnan
- 2004 Zes minuten (televisieserie) – Willem
- 2006 Het woeden der gehele wereld (film) – Aaron Oberstein
- 2007 Wie helpt mij nu nog? (korte film) – Vader Deen
- 2007 De avondboot (televisiefilm) – Hans
- 2007 Nederlands voor beginners (korte film) – Dieter
- 2008 Ver van familie (film) – Flip
- 2009 De weg naar Cádiz – Coen
- 2009 Toen was geluk heel gewoon (televisieserie) – André van der Louw
- 2010 Sprakeloos (korte film) – Broc
- 2010 Flikken Maastricht (televisieserie) – Roger Bastiaans
- 2010 Snuf en het spookslot – Zwarte Betram
- 2011 Aspe (televisieserie) – Sjaak Van Ruyten
- 2011 Hart tegen Hard (televisieserie) – Menno Hoeksema
- 2011 Raveleijn (televisieserie) – Rutger Woudenberg / Vader Woudenberg
- 2011 Bluf (film) – Lucky Pete
- 2012 Closing Time (korte film) – bartender
- 2012 Van God Los (televisieserie) – Pim Hendriks (afl. Babyshower)
- 2013 Freddy, leven in de brouwerij (televisieserie) – Rademakers (afl. Amerika)
- 2014 T.I.M. (The Incredible Machine) (film) – stem van T.I.M.

- Gemeinsame Normdatei: 1180742249
- Virtual International Authority File: 5032155286593387180000